# Chiesa di San Bartolomeo Apostolo (Almenno San Bartolomeo)
La chiesa di San Bartolomeo Apostolo è la parrocchiale nel comune di Almenno San Bartolomeo, in provincia  e diocesi di Bergamo. Fa parte del vicariato di Vicariato di Almenno-Ponteranica-Villa d'Almè. La sua edificazione risale al XV secolo.

## Storia
La storia della chiesa è strettamente legata, fin dalle origini, alle vicissitudini di Lemine.
Lemine era un vasto comprensorio territoriale situato tra la sponda occidentale del Brembo e quella orientale dell'Adda che nel corso dei secoli aveva acquisito una propria individualità sociopolitica. 
Il centro politico-amministrativo costituitosi, nel basso medioevo, attorno alla chiesa plebana di San salvatore era diventato il 3 marzo 1220 il comune di Lemine o Almenno, successivamente suddivisosi in Lemine Superiore e Lemine Inferiore, dai contrapposti interessi politici, guelfo il primo e ghibellino il secondo.
La contrapposizione politica tra i due Lemini, intrecciatasi con la guerra viscontea-veneziana, divenne una lotta armata che portò alla sconfitta e alla scomparsa, come entità autonoma, di Lemine Inferiore, distrutta il 13 agosto 1443.
Dopo questi eventi e sotto la dominazione veneziana Lemine Superiore conobbe un periodo di crescita economica e demografica che portò alla costituzione di una nuova parrocchia oltre il torrente Tornago. Attorno alla nuova istituzione ecclesiale si ampliò e sviluppò l'agglomerato demico già presente che divenne presto un grosso borgo urbanizzato.
Il nuovo centro ottenne il 30 marzo 1601 la separazione da Lemine diventando Almenno San Bartolomeo mentre l'altro assumeva la denominazione di Almenno San Salvatore.

### Origini

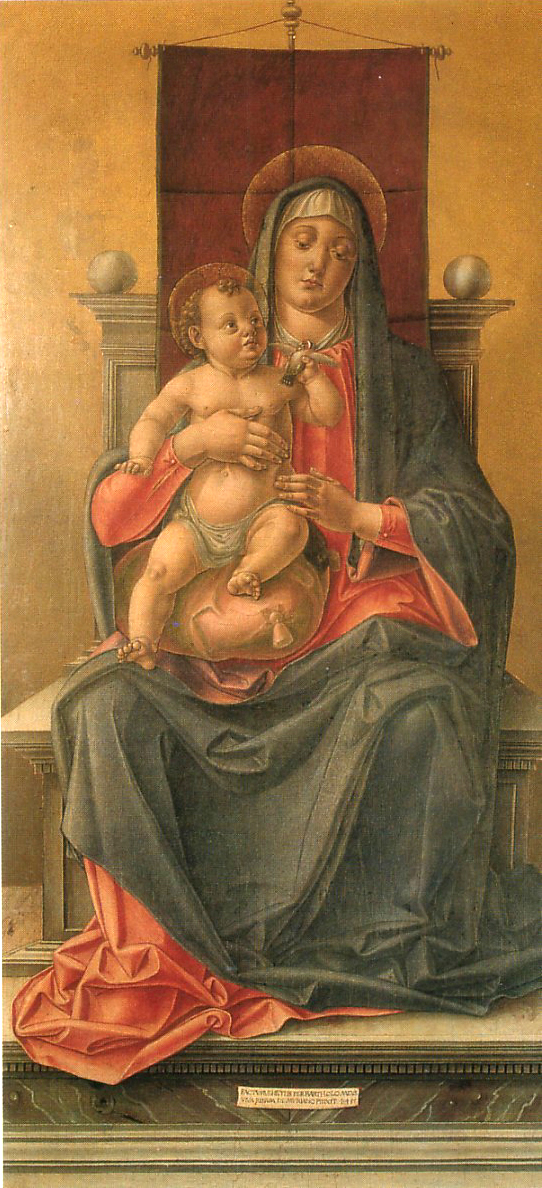
Madonna col Bambino in trono, Bartolomeo Vivarini

Non si conosce la data di edificazione della chiesa di San Bartolomeo posta nell'antica località detta Tremozia, dovuta al vescovo Francesco Aregazzi, anche se risulta che vi fosse una piccola edicola intitolata al santo apostolo presente il 1º agosto 1426, mentre ne è certa quella della consacrazione, 3 giugno 1453, effettuata dal vescovo Giovanni Barozzi.
La chiesa fu ampliata nel corso del XVI secolo per soddisfare le esigenze liturgiche della popolazione aumentata notevolmente dopo la separazione da Almenno San Salvatore, diventando parrocchia nel 1520 con bolla pontificia di papa Leone X.

### La nuova chiesa
Alla fine del 1700 la chiesa, ritenuta non più idonea, fu abbattuta e sostituita da una nuova su progetto di Girolamo Salvatore Luchini, e terminata nel 1820. Il nuovo edificio fu consacrato dal vescovo Pietro Luigi Speranza il 28 ottobre 1861. Il nuovo edificio fu ultimato solo nel 1908 su progetto di Elia Fornoni. Il nuovo altare maggiore fu realizzato su progetto di Luigi Angelini e consacrato il 14 agosto 1925 dal vescovo Giovanni Battista Peruzzo. Nell'altare furono sigillate le reliquie dei santi Alessandro di Bergamo, Timoteo, e Bartolomeo.
Nel 1972 fu sostituita la cuspide del campanile, e nel 1979 fu restaurato il portale. Fu rimosso una parte di fabbricato che si trovava addossato al campanile e creato un ingresso laterale esterno che collega allo scurolo dove fu posto il presepio permanente nel 1980. Il tetto subì un importante restauro nel 1992, con il consolidamento della cuspide presbiteriale. Seguirono nei primi anni del XXI secolo importanti lavori di mantenimento sia della torre campanaria che di tutte le opere lapidee.

## Descrizione

### Esterno
La chiesa è posta centrale all'abitato cittadino, con orientamento est-ovest, ed è anticipata dal sagrato pavimentato in lastre di pietra. I paracarri ne delimitano la zona. La facciata intonacata, si compone in sezioni divise da lesene complete di zoccolo in pietra arenaria e culminanti con capitelli d'ordine ionico. Le lesene terminano con la cornice marcapiano che divide la facciata su due livelli. In quello inferiore vi è il grande portale in pietra di Sarnico sagomata barocco con colonne d'ordine dorico complete di modiglioni e timpano, questo è il solo accesso posto sulla facciata.
Il livello superiore presenta una grande apertura rettangolare con davanzale atta a illuminare l'aula completa di paraste e timpano triangolare. Conclude il fronte principale il timpano triangolare aggettante.
La facciata laterale occidentale, si affaccia su di un piccolo sagrato lastricato che collega con la canonica e presenta il portale in arenaria in stile ionico.

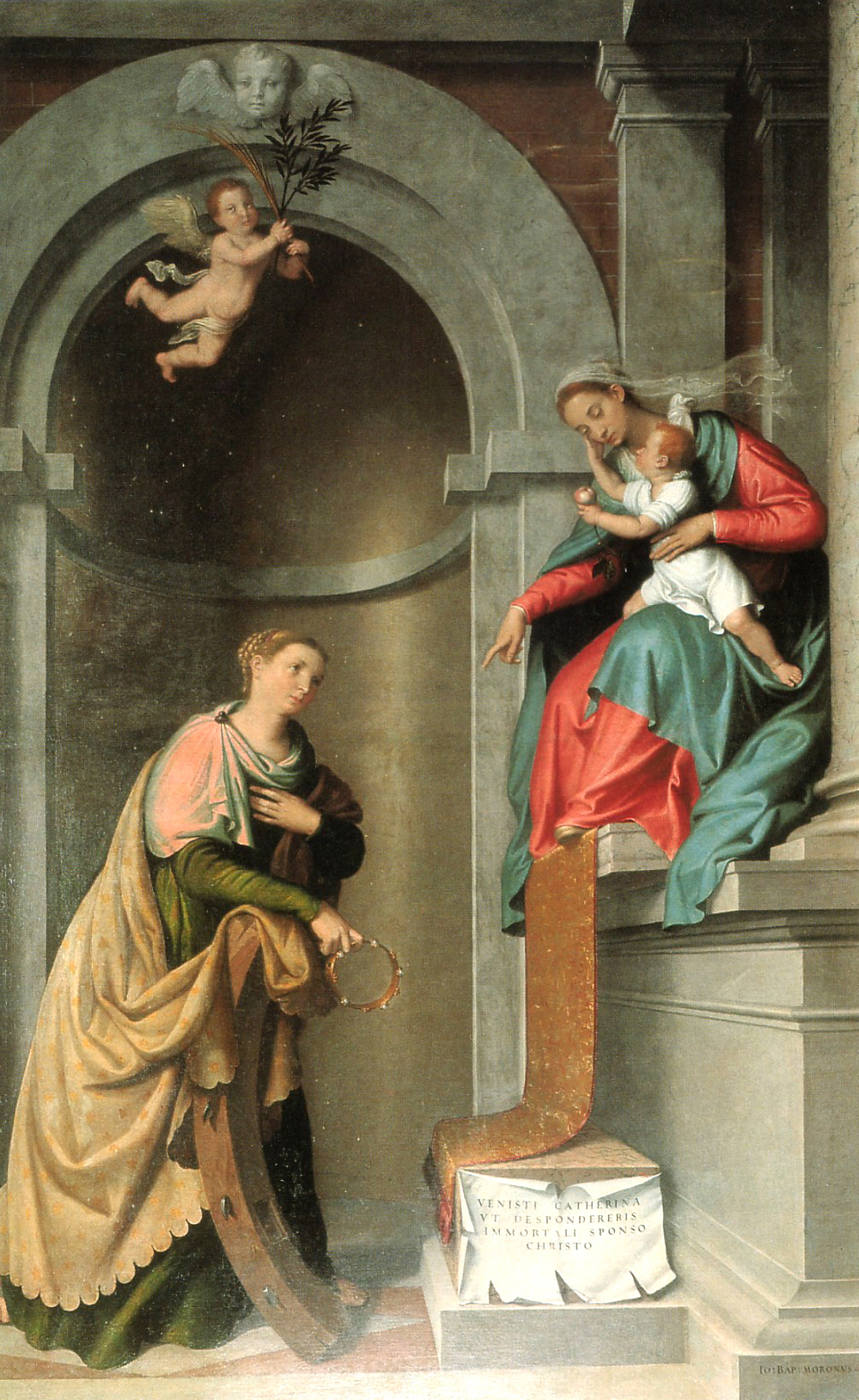
Sposalizio di santa Caterina d'Alessandria Moroni

### Interno
L'interno si presenta a pianta rettangolare e a unica navata divisa da lesene in quattro campate. Le lesene sono complete di basamento e capitelli d'Ordine corinzio che reggono il fregio e il cornicione. Dopo l'ingresso, a sinistra, nella parete che fà da raccordo con la controfacciata, vi è il fonte battesimale, e corrispondente a destra l'ingresso a un ripostiglio. Nella prima campata vi sono i due confessionali inseriti in sfondati completi di matronei. 

Nella seconda campata vi sono gli altari intitolati a sant'Antonio o san Timoteo a sinistra, e corrispondente a destra quello dedicato alla Deposizione di Cristo o del Musitelli. La cappella di sant'Antonio, viene conosciuta anche come quella di san Timoteo perché ne conserva le reliquie in una urna d'argento realizzata da Luigi Corti nel 1901. Seguono nella terza campata gli altari dedicati a destra alla Madonna del Carmine, la più ampia, a croce latina con copertura a cupola completa di lanterna, e il coro absidato conserva la tela seicentesca di Giacomo Dolfino Madonna del rosario e santi e sulla parete laterale la tela di Giuseppe Cesareo raffigurante Madonna del Carmine con devoti d'alto rango.La cupola della cappella è decorata con l'affresco di autore ignoto Dio padre in gloria realizzato nell'Ottocento. Questa presenta l'altare in marmi policromi proveniente da un'altra chiesa datato 1751 realizzato da Antonio Maria Pirovano. A destra la cappella del Sacro Cuore.
La volta della chiesa è decorata con affreschi opera di Antonio Morali Predicazione di san Bartolomeo e Chiamata di san Bartolomeo, mentre la cantoria nella parte superiore ospita un lavoro dell'artista Antonio Locatelli.
Il presbiterio, a pianta quadrata, anticipato dall'arco trionfale, è rialzato da sette gradini completi di balaustre. Presenta la copertura a tazza circolare, e termina con il coro absidato con la copertura a catino semicircolare. L'altare maggiore è disegno di Luigi Angelini consacrato dal vescovo Giovanni Battista Peruzzo il 14 agosto 1924 sigillandovi le reliquie dei santi Alessandro, Bartolomeo e Timoteo. L'organo realizzato nel 1818 dalla famiglia Serassi è stato oggetto di restauro nella seconda metà del Novecento. L'abside conserva tre grandi tele: Sacrificio di Melchisedech di Luigi Rota datato 1848, Martirio di san Bartolomeo di Giuseppe Riva datato 1901 e Comunione degli apostoli sempre di Luigi Riva datato 1852. La cupola è affrescata da Vincenzo Angelo Orelli raffigurante la Gloria di san Bartolomeo opera della fine del Settecento.
La chiesa contiene diverse pregevoli opere pittoriche, alcune di particolare importanza per l'autore che le dipinse e la qualità pittorica, quali una Madonna e santa Caterina di Giovan Battista Moroni del 1578, la Madonna in trono di Bartolomeo Vivarini del 1485, l'Educazione della Vergine con i santi Anna e Gioacchino di Giovanni Carnovali datato 1826, coeva la tela della Presentazione di Gesù al tempio di Francesco Coghetti. I decori della chiesa furono realizzati dagli stuccatori Ernesto ed Elisa Lupini che collaborarono con Elia Fornoni. Laterale all'ingresso la tela di Giuseppe Carnelli raffigurante Crocifisso di Gesù Cristo. La controfacciata, sopra il portale vi è la tela seicentesca di Pietro Ricchi raffigurante Martirio di san Bartolomeo. La cappella di Sant'Antonio spita la tavola San Pietro in trono parte del Polittico di Cornalba di Cristoforo Caselli che era composto da sette tavole, originariamente per la chiesa di San Pietro di Cornalba. Di Fra Massimo da Verona è la tela raffigurante San Timoteo e altri santi su sfondo del paesaggio.
L'importanza delle opere presenti conferma la fede della comunità sempre attenta alla chiesa e alle sue decorazioni anche grazie alla ricchezza raggiunta dai commercianti che operavano con la Repubblica di Venezia.